# 13º Reggimento HUMINT
Il 13º Reggimento HUMINT è una unità pluriarma dell'Esercito Italiano con specializzazione HUMINT (HUMan INTelligence) di stanza ad Anzio in provincia di Roma nella caserma Santa Barbara sulla via Ardeatina, che riallaccia le sue tradizioni al 13º Gruppo acquisizione obiettivi "Aquileia".
Il reggimento, inserito nella Brigata Informazioni Tattiche è organizzato per impiegare le sue unità nelle missioni fuori area in piccoli nuclei ed è costituito da personale volontario proveniente da tutte le Armi e Corpi dell'Esercito, svolgendo attività di Human Intelligence ed operando in tutte le missioni in cui sono impegnati i militari italiani.

## Storia

### Il 13° GRACO "Aquileia"
Il Reggimento discende dal Battaglione acquisizione obiettivi costituito a Vicenza il 1º agosto 1960 presso la caserma "Antonio Chinotto" e trasformato il 1º gennaio 1961 in XIII Gruppo artiglieria da ricognizione, per poi a partire dal 1º settembre 1962 cambiare organico assumendo la denominazione di XIII Gruppo acquisizione obiettivi articolato su comando, reparto comando e 1ª batteria, comprendente una sezione paracadutisti, con una sezione di aerei leggeri con velivoli SM-1019, assumendo, nel tempo, il compito di fornire sorveglianza tattica e acquisizione di obiettivi.
Il 1º marzo 1963 il Gruppo venne trasferito a Montorio Veronese presso la caserma "M.O.V.M. Giovanni Duca" con la componente Aviazione Leggera con base all'aeroporto di Verona-Boscomantico; nel 1964 l'organico viene potenziato con l'inserimento della sezione aerei teleguidati equipaggiata con ricognitori teleguidati drone. Il 15 dicembre 1966 venne attivata, da un distaccamento dell'Aviazione Leggera dell'Esercito, una sezione elicotteri di uso generale (S.E.U.G.) equipaggiata con elicotteri AB 204B il primo dei quali giunse nel 1967.
Nel 1967 il Gruppo dispone anche di elicotteri AB-204B. Nell'ottobre 1969 il Gruppo venne trasferito a Verona presso la caserma "Mastino della Scala". Dal 1º settembre 1973 assunse la denominazione di XIII Gruppo ricognizione ed acquisizione obiettivi.
Con la ristrutturazione dell'Esercito, dal 1º ottobre 1975 il gruppo cambiò ancora denominazione diventando 13º Gruppo acquisizione obiettivi "Aquileia", comprendendo sia la componente aerea che la batteria aerei teleguidati e la batteria paracadutisti acquisizione obiettivi. 
Con la soppressione della 3ª Brigata missili "Aquileia" di cui il gruppo era parte integrante, venne inserito il 1º dicembre 1991, nel 3º Reggimento artiglieria "Aquileia", unità che inquadrava anche i gruppi 3° "Volturno", 9° "Rovigo", 27° "Marche". Con la soppressione del reggimento, il 28 settembre 1992, il gruppo passò alle dirette dipendenze del Comando artiglieria del 5º Corpo d'armata.
Nel quadro dei provvedimenti connessi con la nuova struttura prevista per la forza armata, ceduta il 31 luglio 1993 la Batteria aerei teleguidati al 41º Gruppo specialisti "Cordenons", e resa autonoma la batteria paracadutisti, il Gruppo è stato soppresso il 30 settembre 1993 ed il successivo 10 novembre la bandiera è versata al sacrario del Vittoriano.

### La ricostituzione come battaglione
Il 28 giugno 2005, nel quadro dei provvedimenti ordinativi per il completamento della Brigata RISTA EW viene costituito ad Anzio il 13º Battaglione "Aquileia", che riprende le tradizioni del gruppo acquisizione obiettivi.

### Il reggimento
Il 5 novembre 2018 la Brigata RISTA - EW cambia denominazione in Brigata Informazioni Tattiche e il battaglione riconfigurato come 13º Reggimento, con compiti di ricerca informativa e HUMINT, con il colonnello Nicola Salamandra primo comandante.

## Simboli

### Stemma
Lo scudo è sormontato dalla corona turrita degli Enti Militari.
Sotto lo scudo, su lista bifida e svolazzante d'oro, il motto, in lettere maiuscole di nero, PER ANGUSTA AD AUGUSTA.»
(D.P.R. 30.11.2015)
Il motto latino si può tradurre letteralmente "Per vie anguste ad auguste cose", per significare che i grandi risultati si raggiungono solo superando ogni genere di difficoltà.

## Organizzazione

### Comandanti
- Colonnello Nicola Salamandra (novembre 2018 - novembre 2019)
- Colonnello Domenico Sermon (novembre 2019 - luglio 2021)[2]
- Colonnello Renato Luigi Marzo (dal luglio 2021)[4]